# 華青闘告発
華青闘告発（かせいとうこくはつ）は、華僑青年闘争委員会が1970年7月7日におこなった、当時の日本の新左翼運動がマイノリティ問題を主要な課題と捉えていないことを論点とした告発である。七・七告発とも呼ぶ。

## 背景

### 在日中国人学生と新左翼運動

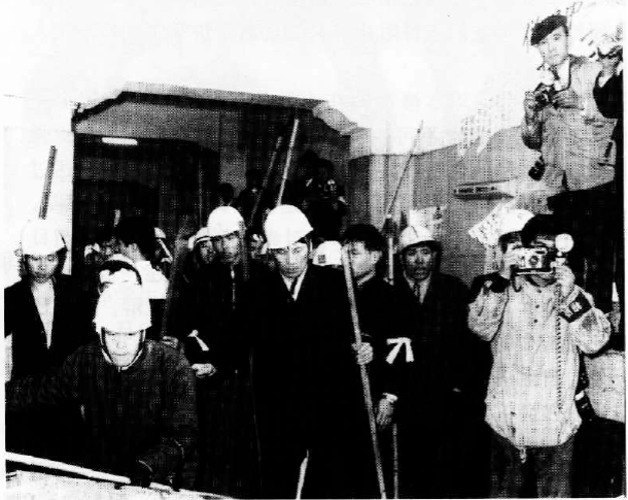
善隣学生会館事件は、在日中国人学生と日本人新左翼が関わりを持つ契機となった。

戦後、日本の旧植民地出身者の地位は「日本人」から「外国人」へと変化し、その政治的立場は不安定なものとなった。
華僑青年闘争委員会（以下、「華青闘」）設立の前史としては、1967年の善隣学生会館事件がある。当時、文京区の善隣学生会館に本拠地をかまえていた日中友好協会は日本共産党系と中国共産党系に分裂していたほか、同会館の寮に居住する在日中国人学生には、文化大革命および紅衛兵運動の影響を受け、政治的にラディカルな立場を取る者も多かった。同事件においては、日本共産党の動員部隊と中国人学生が衝突し、中国人学生側が重症を負った。日本共産党と対立する新左翼諸派は中国人学生を支援する立場を取り、特に社学同ML派は同事件を契機として日中青学共闘会議を結成した。また、1968年には、中国語検定試験制度反対闘争がおこる。これは、東亜同文会を前身とする組織である霞山会の人物を幹部に含む民間団体が、中国語検定試験を実行しようとしたことに反対する運動であった。

### 華青闘の設立と入管闘争
ハワイ大学留学中にベトナム戦争反対デモに参加した陳玉璽が日本への居留を拒絶され、強制送還先の中華民国で死刑を求刑された陳玉璽事件は、在日中国人学生に強い衝撃を与えた。また、1969年に国会に上程された出入国管理法案には、日本に在留する外国人の遵守事項のひとつとして政治活動の制限がふくまれており、終戦から間もない時期であったことも影響して、同法案の統制を思わせる文言は強い反発を招いた。また、同時期に国会に上程された外国人学校法案は、国内での民族教育を制限する内容のものであり、これも旧植民地出身者を中心として抵抗の動きがあった。
こうした状況を背景として、1969年3月9日には、在日中国人学生を中心とする政治組織である、華青闘が結成された。毛沢東主義を基調とする同組織には、善隣学生会館闘争を担ったグループが多く合流していた。中華民国留日華僑連合総会や東京華僑総会が比較的柔和な姿勢をとったことも関係し、在日中国人のあいだでは当初反対運動はあまり活発ではなかったが、華青闘はこうした組織とは異なり、両法案に対する反対運動を展開した。
3月25日には華青闘とML派・東南アジアからの留学生・アメリカ人平和運動家などが国際青年共闘を結成し、同28日の出入国管理法案粉砕東京実行委員会には国際青年共闘・ベトナムに平和を!市民連合（ベ平連）・革命的共産主義者同盟全国委員会（中核派）が参加した。華青闘らは、「旧植民地出身者への排除と差別を制度化した」制度であるところの「入管体制」そのものに反対するようになり、在日外国人の強制送還や、大村収容所の運用などが広く反対運動の焦点になった。5月から7月にかけて、入管闘争は数千人が集まる大規模な運動として展開されたものの、多くの新左翼組織は最重要課題として革命に向けた武力闘争を重視しており、絓秀実によれば、この闘争は「党派の要員をピックアップするためのカンパニア的な運動としてしか位置づけられていなかった」。

## 告発

### 告発までの経緯
1970年7月7日、華青闘の呼びかけにより、盧溝橋事件から33周年を記念する「七・七盧溝橋三十三周年、日帝のアジア再侵略阻止人民大集会（以下、「七・七集会」）」がひらかれることとなった。当初の予定によれば、集会は華青闘と、語学共闘・ベ平連・日中友好協会（正統）全都活動者会議・東京入管闘の4団体が共催する予定であったが、実行委員会にML派が入っていたこと、ベ平連の武藤一羊が全国全共闘と全国反戦を排除する旨の発言をしていたことを問題視した中核派らが介入し、7月3日には七・七集会を全国全共闘・全国反戦・東京入管闘の共催とする案が可決された。
4日、これを不服とした華青闘は、主催を辞任して退席した。この際に中核派の代表が「主体的に華青闘の代表が退席したのだからいいじゃないか」という旨の発言をおこなったことは問題視され、ノンセクト系の活動家から強い批判をあびた。この発言に対して、発言者当人および中核派、七・七集会実行委員会は自己批判を提出したが事態はおさまらず、これに連動して別党派の人物が「自分は横浜で育ったので中国人をよく知っているが、差別などしたことがない」と発言したことも、「内なる差別に無自覚である」として火に油を注いだ。
こうした経緯のもと、集会の当日、華青闘は告発文を寄せることとなった。日比谷野外音楽堂でひらかれた七・七集会において、予定されていたデモンストレーションはすべて中止された。集会はその代わり、まず華青闘の代表者が日本の新左翼諸派に対して決別宣言をおこない、その後、全国全共闘・全国反戦の8派代表者が自己批判するという、異例の内容となった。

### 告発の要旨
本日の集会に参加された抑圧民族としての日本の諸君！本日盧溝橋三十三周年にあたって、在日朝鮮人・中国人の闘いが日本の階級闘争を告発しているということを確認しなければならない。……今日まで植民地戦争に関しては帝国主義の経済的膨張の問題としてのみ分析されがちであったが、しかし日本の侵略戦争を許したものは抑圧民族の排外イデオロギーそのものであった。……日本国家権力と日本人民、日本国家権力と中国人民、日本国家権力と朝鮮人民という形での分離が存在し、そういう形で植民地体制が築かれてきたが、それは分離したものではない。……闘う部分といわれた日本の新左翼の中にも、明確に排外主義に抗するというイデオロギーが構築されていない。……勝手気ままに連帯を言っても、われわれは信用できない。日本階級闘争のなかに、ついに被抑圧民族の問題は定着しなかったのだ。……実践がないかぎり、連帯といってもたわごとでしかない。抑圧人民としての立場を徹底的に検討してほしい。われわれはさらに自らの立場で闘いぬくだろう。このことを宣言して、あるいは訣別宣言としたい。—華青闘告発、『前進』1970年7月13日号3面
華青闘は、日本の植民地主義の前景には「抑圧民族の排外イデオロギー」があると論じ、七・七集会の準備段階においてみられたよう、新左翼諸派すらこうした排外イデオロギーを廃することができていないと論難する。彼らは、入管闘争においても一貫した取り組みを実行せず、韓国の四月革命とも連帯しようとしない日本の新左翼を批判し、「抑圧人民としての立場を徹底的に検討してほしい」と、新左翼との決別を宣言した。

## 影響と評価
華青闘告発は、前衛党の保持する「真理」の体系が不完全であることを、彼ら自身に認めさせる象徴的事件であり、新左翼が世界革命の最前線に立っているという自負を打ち砕くものであった。これ以後、新左翼諸派はマイノリティ問題に対する積極的な取り組みを開始せざるをえなくなった。
こうしたなかで、新左翼諸派は狭山事件などを通して部落解放同盟との連帯を深めていった。絓秀実は、華青闘告発以後の新左翼のこうした動きは、彼らが日本人としての「主体」を保持しながらも自らを解体しようとした結果であると述べ、本来ならば革命運動の主体足りえない日本人が革命運動の「主体」として見出したのが部落解放同盟であり、狭山事件の被害者であるところの石川一雄であったのだと論じる。とはいえ、絓は部落解放運動が歴史的にはナショナリズムと不可分であったこと、新左翼がそうした歴史を括弧に入れたことなどに触れながら、狭山闘争への傾倒は「華青闘告発によってもたらされながらも、華青闘告発の問題性を隠蔽することに帰結するほかなかったものなのだ」とまとめる。また、東アジア反日武装戦線のような組織は、こうした華青闘告発以後の文脈を汲み取り、日本人としての強い贖罪意識をもとに虹作戦・連続企業爆破事件（いずれも1974年）といった事件を起こした。
一方で、絓の論じるような、華青闘告発がその後のマイノリティ問題への取り組みの起点となったとする説には、懐疑的な意見もある。たとえば、山本崇記は「障害者差別や女性差別、さらに、部落差別の問題が一律に『7・7』を起点にしているということはあり得ないことである」と、こうした理解が一面的なものであることを指摘している。

## 関連文献
- 小熊英二『1968〈下〉叛乱の終焉とその遺産』新曜社、2009年7月1日。ISBN 978-4788511644。

- 森宣雄『台湾/日本-連鎖するコロニアリズム』インパクト出版会、2001年9月1日。ISBN 978-4755401114。